# Bibelskola Göteborg
Bibelskola Göteborg är en bibelförankrad bibelskola i Svenska kyrkans andliga tradition, som drivs av Församlingsfakulteten i samarbete med Markusstiftelsen och S:ta Elisabets folkhögskola i centrala Göteborg. Ungdomar och vuxna kan läsa en eller två terminer, på heltid eller halvtid. Bibelskolan startade hösten 2005.